# 1920年アントワープオリンピックのイギリス選手団
1920年アントワープオリンピックのイギリス選手団（1920ねんアントワープオリンピックのイギリスせんしゅだん）は、1920年8月14日から9月12日にかけてベルギーのアントウェルペン州アントワープで開催された1920年アントワープオリンピックのイギリス選手団、およびその競技結果。

## 概要
今大会は金メダル15個、銀メダル15個、銅メダル13個の合計43個のメダルを獲得した。

## メダル
| メダル | 選手名                                                                                | 競技               | 種目                     |
| ------ | ------------------------------------------------------------------------------------- | ------------------ | ------------------------ |
| 金     | アルバート・ヒル                                                                      | 陸上               | 男子800m                 |
| 金     | アルバート・ヒル                                                                      | 陸上               | 男子1500m                |
| 金     | パーシー・ホッジ                                                                      | 陸上               | 男子3000m障害            |
| 金     | セシル・グリフィス ロバート・リンゼイ ジョン・エインズワース＝デービス ガイ・バトラー | 陸上               | 男子4×400mリレー         |
| 金     | マックス・ウーズナム ノエル・ターンブル                                               | テニス             | 男子ダブルス             |
| 金     | キティ・マッケイン ウィニフレッド・マクネアー                                         | テニス             | 女子ダブルス             |
| 金     | トーマス・ランス ハリー・ライアン                                                     | 自転車             | 男子タンデムスプリント   |
| 銀     | ガイ・バトラー                                                                        | 陸上               | 男子400m                 |
| 銀     | フィリップ・ノエル＝ベーカー                                                          | 陸上               | 男子1500m                |
| 銀     | チャールズ・ブリューイット アルバート・ヒル ウィリアム・シーグローブ                  | 陸上               | 男子3000m団体            |
| 銀     | ジェイムズ・ウィルソン フランク・ヘガティ アルフレッド・ニコルス                      | 陸上               | 男子クロスカントリー団体 |
| 銀     | ドロシー・ホルマン                                                                    | テニス             | 女子シングルス           |
| 銀     | ジェラルディン・ビーミッシュ ドロシー・ホルマン                                       | テニス             | 女子ダブルス             |
| 銀     | キティ・マッケイン マックス・ウーズナム                                               | テニス             | 混合ダブルス             |
| 銀     | ホレス・ジョンソン                                                                    | 自転車             | 男子スプリント           |
| 銀     | シリル・オルデン                                                                      | 自転車             | 男子50kmレース           |
| 銀     | アルバート・ホワイト シリル・オルデン ホレス・ジョンソン ウィリアム・スチュワート     | 自転車             | 男子4000m団体追い抜き    |
| 銅     | ハリー・エドワード                                                                    | 陸上               | 男子100m                 |
| 銅     | ハリー・エドワード                                                                    | 陸上               | 男子200m                 |
| 銅     | ジェイムズ・ウィルソン                                                                | 陸上               | 男子10000m               |
| 銅     | チャールズ・ガン                                                                      | 陸上               | 男子10km競歩             |
| 銅     | キティ・マッケイン                                                                    | テニス             | 女子シングルス           |
| 銅     | ハリー・ライアン                                                                      | 自転車             | 男子スプリント           |
| 銅     | フィリス・ジョンソン ベージル・ウィリアムズ                                           | フィギュアスケート | ペア                     |